# 167e méridien est
En géographie, le 167e méridien est est le méridien joignant les points de la surface de la Terre dont la longitude est égale à 167° est.

## Géographie

### Dimensions
Comme tous les autres méridiens, la longueur du 167e méridien correspond à une demi-circonférence terrestre, soit 20 003,932 km. Au niveau de l'équateur, il est distant du méridien de Greenwich de 18 590 km,.
Avec le 13e méridien ouest, il forme un grand cercle passant par les pôles géographiques terrestres.

### Régions traversées
En commençant par le pôle Nord et descendant vers le sud au pôle Sud, Le 167e méridien est passe par:
| Coordonnées           | Pays, territoire ou mer  | Notes |
| --------------------- | ------------------------ | --- |
| 90° 00′ N, 167° 00′ E | Océan Arctique           | |
| 74° 39′ N, 167° 00′ E | Mer de Sibérie orientale | |
| 69° 29′ N, 167° 00′ E | Russie                   | Tchoukotka Kraï du Kamtchatka — à partir de 64° 33′ N, 167° 00′ E |
| 60° 18′ N, 167° 00′ E | Mer de Bering            | |
| 54° 45′ N, 167° 00′ E | Océan Pacifique          | |
| 11° 28′ N, 167° 00′ E | Îles Marshall            | Atoll Rongelap |
| 11° 22′ N, 167° 00′ E | Océan Pacifique          | |
| 9° 19′ N, 167° 00′ E  | Îles Marshall            | Atoll Kwajalein |
| 9° 14′ N, 167° 00′ E  | Océan Pacifique          | Passe juste à l'est de Nauru (à 0° 31′ S, 166° 56′ E) |
| 9° 48′ S, 167° 00′ E  | Mer de Corail            | Passe juste à l'ouest des îles Duff , Îles Salomon (à 9° 50′ S, 167° 06′ E) Passe juste à l'est des îles Vanikoro, Îles Salomon (à 11° 38′ S, 166° 59′ E) Passe juste à l'est des îles Torres, Vanuatu (at 13° 25′ S, 166° 42′ E) Passe juste à l'ouest des îles Banks, Vanuatu (at 13° 31′ S, 167° 17′ E) |
| 14° 56′ S, 167° 00′ E | Vanuatu                  | Île de Espiritu Santo |
| 15° 35′ S, 167° 00′ E | Mer de Corail            | Passe juste à l'ouest de l'île Malo, Vanuatu (à 15° 40′ S, 167° 04′ E) Passe juste à l'ouest de l'île Malakula, Vanuatu (à 16° 05′ S, 167° 09′ E) Passe juste à l'ouest de l'île Lifou, Nouvelle-Calédonie (à 20° 55′ S, 167° 01′ E)                                                                       |
| 22° 14′ S, 167° 00′ E | Nouvelle-Calédonie       | |
| 22° 20′ S, 167° 00′ E | Mer de Corail            | |
| 23° 15′ S, 167° 00′ E | Océan Pacifique          | |
| 45° 07′ S, 167° 00′ E | Nouvelle-Zélande         | Île du Sud |
| 46° 13′ S, 167° 00′ E | Océan Pacifique          | |
| 60° 00′ S, 167° 00′ E | Océan Austral            | |
| 70° 48′ S, 167° 00′ E | Antarctique              | Dépendance de Ross, Liste des territoires revendiqués par la Nouvelle-Zélande |
| 73° 36′ S, 167° 00′ E | Océan Austral            | Mer de Ross |
| 77° 17′ S, 167° 00′ E | Antarctique              | Dépendance de Ross, Liste des territoires revendiqués par la Nouvelle-Zélande |